# Frankokracija
Frankovska okupacija (grško Φραγκοκρατία, latinizirano: Frankokratia; frankokracija), znana tudi kot latinska okupacija (Λατινοκρατία, Latinokratía) in za beneške domene beneška okupacija (Βενετοκρατία / Ενετοκρατία, Venetokratía / Enetokratía), je bilo obdobje v grški zgodovini po četrti križarski vojni (1204), ko je Partitio terrarum imperii Romaniae (Razdelitev dežel Rimskega cesarstva) na ozemlju razpadlega Bizantinskega cesarstva ustanovilo številne predvsem francoske in italijanske države.
Izraza Frankokracija in Latinokracija izhajata iz imena, ki so ga pravoslavni Grki dali zahodnim Francozom in Italijanom, ki so izvirali z ozemelj, ki so nekoč pripadala Frankovskemu cesarstvu, saj je bila to politična entiteta, ki je vladala večini nekdanjega Zahodnega rimskega cesarstva, cesarstvo po propadu rimske oblasti in moči. Obdobje Frankokracije se razlikuje glede na regijo: politične razmere so se izkazale za zelo spremenljive, saj so se frankovske države razdrobile in zamenjale lastnika, grške države naslednice pa so ponovno osvojile številna območja.
Z izjemo Jonskih otokov in nekaterih otokov ali utrdb, ki so ostale v beneških rokah do preloma v 19. stoletje, je konec Frankokracije v večini grških dežel prišlo z osmanskim osvajanjem, predvsem v 14. do 17. stoletju, ki je začelo v obdobju, znanem kot Turkokracija ('vladavina Turkov'; glej Osmanska Grčija).

## Latinske države

### Latinsko cesarstvo
Latinsko cesarstvo (1204–1261) s središčem v Konstantinoplu, ki je obsegalo Trakijo in Bitinijo, je nastalo kot naslednik Bizantinskega cesarstva po četrti križarski vojni, hkrati pa je imelo nominalno suverenost nad drugimi križarskimi kneževinami. Njena ozemlja so se postopoma zmanjšala na malo več kot prestolnico, ki jo je na koncu leta 1261 zavzelo Nikejsko cesarstvo pod vladavino Mihaela VIII. Paleologa.
- Filipopolsko vojvodstvo (1204 – po 1230), fevd Latinskega cesarstva v severni Trakiji, dokler ga ne zavzamejo Bolgari.
- Lemnos je tvoril fevd Latinskega cesarstva pod beneško družino Navigajoso od leta 1207 do leta 1278, ko so ga osvojili Bizantinci. Njegovi vladarji so nosili naziv megadux ('veliki vojvoda') Latinskega cesarstva.
- Solunsko kraljestvo (1205–1224), ki je obsegalo Makedonijo in Tesalijo. Kratek obstoj kraljestva so skoraj neprekinjeno ovirale vojne z Drugim bolgarskim cesarstvom; sčasoma ga je osvojil Epirski despotat.
- Grofija Salona (1205–1410) s središčem v Saloni (sodobna Amfissa) je tako kot Bodonica nastala kot vazalna država Solunskega kraljestva in je kasneje prišla pod vpliv Ahaje. V 14. stoletju je prišlo pod katalonsko in pozneje navarsko vladavino, preden je bilo leta 1403 prodano vitezom Hospitalcem. Končno so jo leta 1410 osvojili Osmani.
- Grofija Bodonica (1204–1414) je bila tako kot Salona prvotno ustanovljena kot vazalna država Solunskega kraljestva, kasneje pa je prišla pod vpliv Ahaje. Leta 1335 je beneška družina Giorgi prevzela oblast in vladala do osmanskega osvajanja leta 1414.
- Ahajska kneževina (1205–1432), ki je obsegala polotok Morea (Peloponez). Hitro se je izkazala kot najmočnejša država in uspevala tudi po razpadu Latinskega cesarstva. Njen glavni tekmec je bil bizantinski Morejski despotat, ki mu je na koncu uspelo osvojiti kneževino. Izvajal je tudi suverenost nad gospostvom Argos in Navplij (1205–1388).
- Atenska vojvodina (1205–1458) z dvema glavnima mestoma Tebami in Atenami je obsegala Atiko, Beocijo in dele južne Tesalije. Leta 1311 je vojvodino osvojila Katalonska družba, leta 1388 pa je prešla v roke florentinske družine Acciaiuoli, ki jo je obdržala do osmanskega osvajanja leta 1456.
- Egejska vojvodina (1207–1579), ki jo je ustanovila družina Sanudo, je obsegalo večino Kikladov. Leta 1383 je prešla pod nadzor družine Crispo. Vojvodino je leta 1537 postala osmanski vazal in je bila leta 1579 dokončno priključeno Osmanskemu cesarstvu.
- Negropontska triarhija (1205–1470), ki je obsegala otok Negroponte (Evbeja), prvotno vazal Soluna, nato Ahaje. Razdrobljen je bila na tri terzije ali 'triarhije'), ki sta jih vodila po dva barona (sestieri). Ta razdrobljenost je Benetkam omogočila pridobitev vpliva kot posrednika. Do leta 1390 so Benetke vzpostavile neposreden nadzor nad celotnim otokom, ki je ostal v beneških rokah do leta 1470, ko so ga zavzeli Osmani.

### Manjše križarske kneževine
- Grofija Kefalonija in Zakintos (1185–1479). Obsegala je Jonske otoke Kefalonijo, Zakintos, Itako in od okoli leta 1300 tudi Lefkas (Santa Maura). Ustanovljena kot vazal kraljestvu Sicilije, ji je vladala družina Orsini od 1195 do 1335, po kratkem premoru vladavine Anžu pa je grofija leta 1357 prešla na družino Tocco. Grofija je bila razdeljena med Benetke in Osmane leta 1479.
- Rodos je leta 1310 postal sedež vojaškega meniškega reda vitezov hospitalcev svetega Janeza; vitezi so obdržali nadzor nad otokom (in sosednjimi otoki skupine otokov Dodekanez), dokler jih leta 1522 niso izgnali Osmani.

### Genovske kolonije
Genovske poskuse, da bi po četrti križarski vojni zasedli Krf in Kreto, so preprečili Benečani. Šele v 14. stoletju so različni genovski plemiči ustanovili domene v severovzhodnem Egejskem morju, izkoriščajoč dokončen padec Bizantinskega cesarstva pod dinastijo Paleologov in pogosto v dogovoru z oslabljenimi bizantinskimi vladarji:
- Družina Gattilusi je ustanovila številne fevde pod nominalno bizantinsko suzereniteto nad otokom Lezbos (1355–1462) in kasneje tudi nad otoki Lemnos, Tasos (1414–1462) in Samotraka (1355–1457), pa tudi Tračansko mesto Ainos (1376–1456).
- Gospostvo Hios s pristaniščem Fokeja. V letih 1304–1330 pod družino Zaccaria in po bizantinskem vmesnem času od leta 1346 do osmanskega osvajanja leta 1566 pod družbo Maona di Chio e di Focea.

### Beneške kolonije
Beneška republika je v Grčiji pridobila več posesti, ki so bile del njene države Stato da Mar. Nekateri od njih so preživele do padca same republike leta 1797:
- Kreta, znana tudi kot Kandija (1211–1669), [1] je bila ena najpomembnejših čezmorskih posesti republike, kljub pogostim uporom grškega prebivalstva pa je bila obdržana, dokler je niso zavzeli Osmani v Kretski vojni.[1] one of the Republic's most important overseas possessions, despite frequent revolts by the Greek population, it was retained until captured by the Ottomans in the Cretan War.[2]
- Krf (1207–1214 in 1386–1797) so Benetke zavzele svojemu genovskemu vladarju kmalu po četrti križarski vojni. Otok je kmalu ponovno zavzel Epirski despotat, vendar ga je leta 1258 zavzelo Sicilijansko kraljestvo. Otok je ostal pod anžuvinsko oblastjo do leta 1386, ko so Benetke ponovno uvedle svoj nadzor, ki je trajal do konca same republike.
- Lefkas (1684–1797), ki je bil prvotno del Palatinske grofije in Epirskega despotata, ki mu je vladal Orsini, je leta 1479 prišel pod osmansko oblast, Benečani pa so ga osvojili leta 1684 med Morejsko vojno.
- Zakintos (1479–1797), prvotno del Palatinske grofije in Epirskega despotata, ki mu je vladal Orsini, je leta 1479 pripadel Benetkam
- Kefalonija in Itaka (1500–1797), prvotno del Palatinske grofije in Epirskega despotata, ki mu je vladal Orsini, sta prišli pod osmansko oblast leta 1479 in so ju decembra 1500 osvojili Benečani.[3]
- Tinos in Mikonos, zapuščen Benetkam leta 1390.[4]

- Različne obalne trdnjave na Peloponezu in celinski Grčiji:
  - Modon (Methoni) in Coron (Koroni), zasedena leta 1207, potrjena s pogodbo iz Sapience [5] in obdržana, dokler ju Osmani niso zavzeli avgusta 1500.[5]
  - Nauplia (italijansko Napoli di Romania), pridobljena z nakupom gospostva Argos in Nauplia leta 1388,[6] v lasti, dokler je leta 1540 niso zavzeli Osmani.[7]
  - Argos, pridobljen z nakupom gospostva Argos in Nauplia, vendar ga je zasegla Morejska despotovina in ga Benetkam predal šele junija 1394, je bil v lasti, dokler ga leta 1462 niso zavzeli Osmani.[8]
  - Atene, pridobljene leta 1394 od dedičev Neria I. Acciaiolija, ki pa jih je leta 1402–03 izgubil zaradi njegovega bastardnega sina Antonia, kar je republika priznala s pogodbo iz leta 1405.[9]
  - Parga, pristaniško mesto na obali Epira, pridobljeno leta 1401. Upravljali so ga kot odvisnost od Krfa in tako je ostalo tudi po koncu Beneške republike leta 1797, leta 1819 pa so ga Britanci končno prepustili Ali Paši.
  - Lepanto (Naupaktos), pristanišče v Etoliji, ki ga je leta 1390 za kratek čas zasedel beneški kapitan, leta 1394 so njegovi prebivalci ponudili, da ga predajo Benetkam, a so bili zavrnjeni. Leta 1407 jo je albanski vladar Paul Spata[10][11] prodal Benetkam, leta 1540 pa so jo izgubili Osmani.
  - Patras, ki je bil v letih 1408–13 in 1417–19 v zakupu za 1000 dukatov na leto od latinskega nadškofa Patrasa, ki je upal, da bo tako preprečil turški ali bizantinski prevzem mesta.[12][13]
  - Severni Sporadi (Skiatos, Skopelos in Alonissos) so bile bizantinske posesti, ki so po padcu Konstantinopla leta 1453 prišle pod beneško oblast. Leta 1538 so jih zavzeli Osmani pod vodstvom Hajredina Barbarosse.
  - Monemvazija (Malvazija), bizantinska postojanka, ki je Osmani leta 1460 niso osvojili, je sprejela beneško oblast, dokler je leta 1540 niso zavzeli Osmani.[14]
  - Vonitsa na obali Epira, zavzeta leta 1684 in do konca republike obdržana kot celinska eksklava Jonskih otokov.
  - Preveza na obali Epira, zasedena med morejsko vojno (1684–99), ponovno zavzeta leta 1717 in do konca republike obdržana kot celinska eksklava Jonskih otokov.
- Celoten polotok Peloponez ali Morea je bil osvojen med morejsko vojno v 1680-ih in postal kolonija kot "kraljestvo Morea". Leta 1715 so ga ponovno osvojili Osmani.

## Galerija
- Frankovski stolp na atenski akropoli, porušen leta 1874
- grad Hlemoutsi
- Rodos (mesto), okoli 1490
- Palača velikega mojstra Rodoških vitezov
- Cerkev Device Marije, Rodos (mesto)
- Genovski grad Mytilene
- Grad Platamon

Beneške posesti (do 1797):
- Stato da Màr Beneške republike
- Zemljevid Kraljevine Kandije
- Beneški zemljevid Negroponte (Halkida)
- Trdnjava Navpakt
- Stara trdnjava, Krf
- Palamidi, Navplij
- Trdnjava Koules v Iraklionu
- Morosinijev vodnjak, Levji trg, Iraklion